# Insectenpot
De insectenpot is een transparante en draagbare container waarin insecten ter observatie gestopt kunnen worden. Het is een eenvoudig gereedschap dat gebruikt wordt in entomologisch onderzoek, op scholen en als hobby.

## Beschrijving
Een schoongemaakte jampot met gaten in de deksel en/of afgedekt met een gaasje dat met een elastiek om de schroefdraad van het potje geklemd zit kan dienen als een eenvoudige insectenpot. Op de markt worden diverse typen insectenpotten aangeboden. Het betreffen meestal kleine handzame containers van transparant plastic, met luchtgaten in de deksel. Het product kan voorzien zijn van een of meerdere van de volgende accessoires: een vergrootglas in de dop, een beweegbare microscoop, maatrasters in de bodem, een handvat voor eenvoudig transport.

## Toepassingen

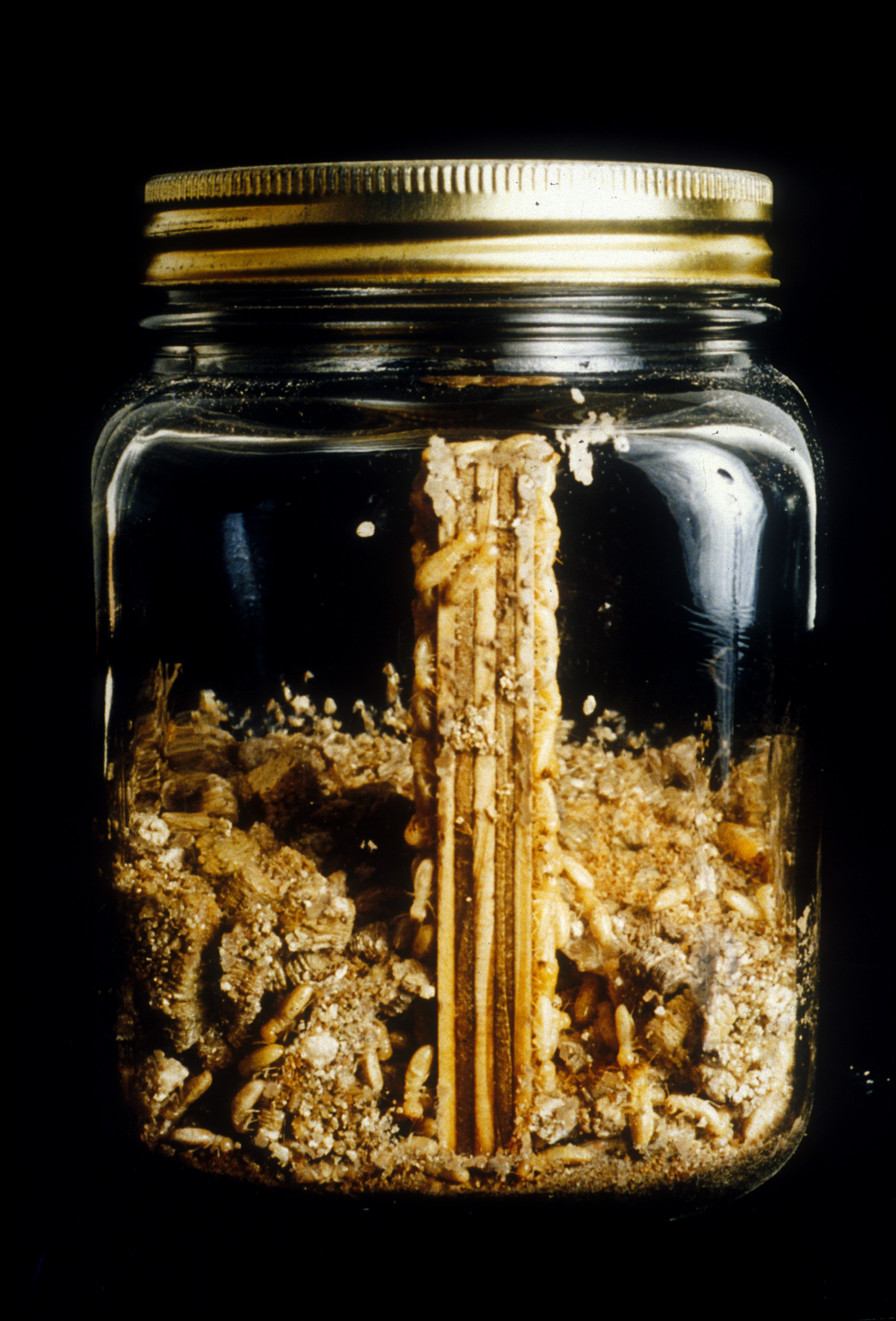
Een wetenschappelijk experiment met termieten in een insectenpot
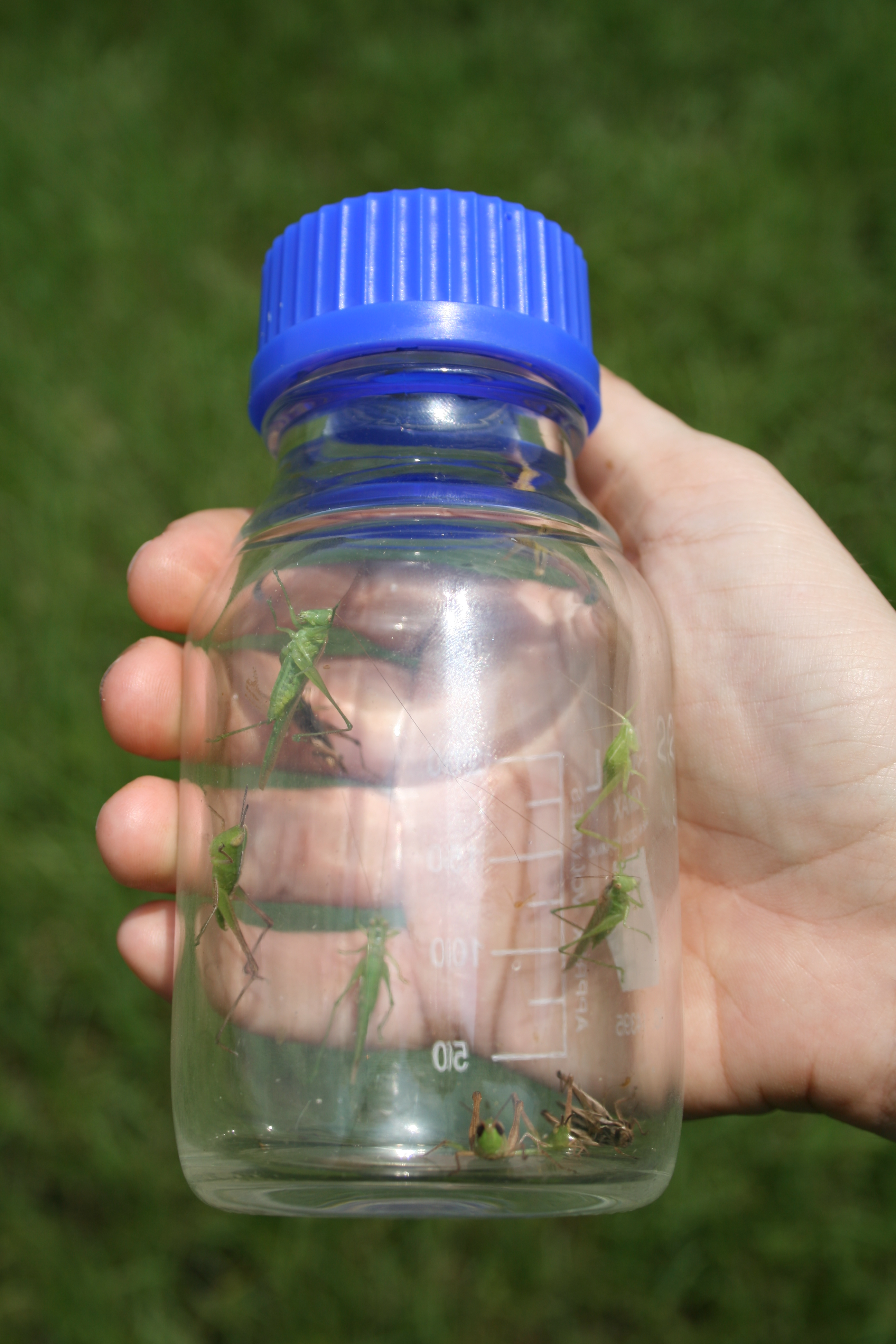
Krekels en sprinkhanen in een pot
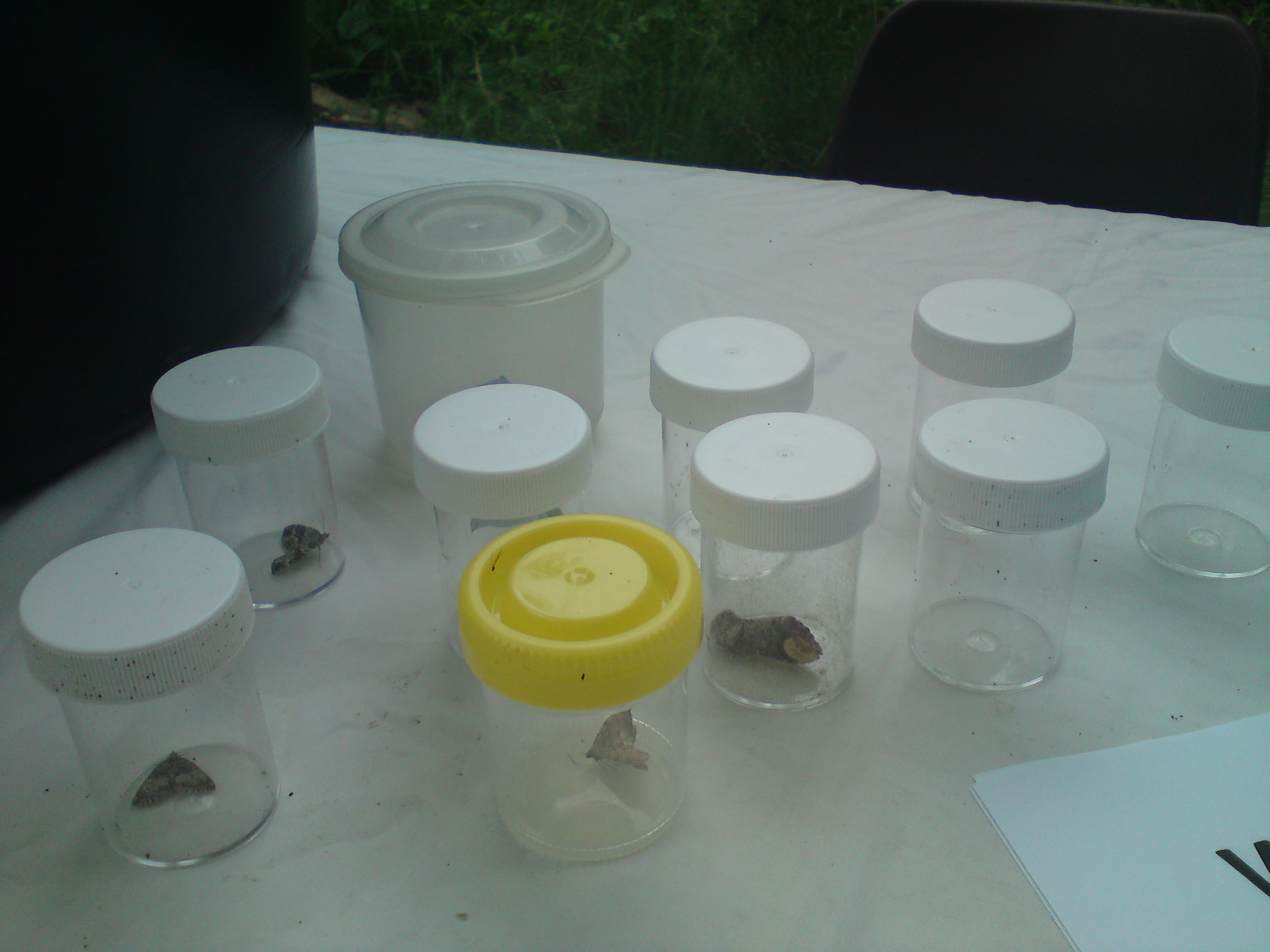
Gevangen motten